# Радсток
Ра́дсток (англ. Radstock) — город в Великобритании, в графстве Сомерсет. Население 5 275 человек (на 2001 год).
Первые поселения на его территории основаны во времена железного века, согласно данным всеобщей поземельной переписи, проведённой в Англии в 1085—1086 гг, на данной территории находился город Stoche.
Крупными земельными владениями в окрестностях города со времен гражданской войны в Англии обладала семья Вальдигрев, представители которой с 1800 по 1953 год носили титул баронов Радсток (Редсток).
Значимость города выросла после 1763 года, когда в его окрестностях были обнаружены залежи каменного угля. Добыча непрерывно повышалась на протяжении XIX века, однако с 1901 года началось закрытие шахт, связанное с проблемами геологического характера и дефицитом рабочей силы. Последние 2 шахты закрылись в 1973 году.
В настоящее время в городе действуют предприятия типографского профиля, переплетные мастерские, ведется производство упаковочных материалов.
Наиболее значимым культурным учреждением города является музей Радстока, открытый в 1989 году, экспозиции которого посвящены геологии, истории угольной промышленности и иным аспектам жизни населенного пункта.